# Cundinamarca
Cundinamarca är ett av Colombias departement. Det ligger i centrala Colombia i Colombias ander. Cundinamarca gränsar mot departementen Boyacá, Meta, Huila, Tolima och Caldas samt huvudstadsdistriktet Bogotá. Departementets administrativa huvudort är Bogotá, trots att staden är en separat administrativ enhet och inte en del av Cundinamarca. Större städer är Chía, Facatativá, Fusagasugá, Girardot, Soacha och Zipaquirá.

## Kommuner i Cundinamarca
1. Agua de Dios
2. Albán
3. Anapoima
4. Anolaima
5. Apulo
6. Arbeláez
7. Beltrán
8. Bituima
9. Bojacá
10. Cabrera
11. Cachipay
12. Cajicá
13. Caparrapí
14. Cáqueza
15. Carmen de Carupa
16. Chaguaní
17. Chipaque
18. Choachí
19. Chocontá
20. Chía
21. Cogua
22. Cota
23. Cucunubá
24. El Colegio
25. El Peñón
26. El Rosal
27. Facatativá
28. Fómeque
29. Fosca
30. Funza
31. Fusagasugá
32. Fúquene
33. Gachalá
34. Gachancipá
35. Gachetá
36. Gama
37. Girardot
38. Granada
39. Guachetá
40. Guaduas
41. Guasca
42. Guataquí
43. Guatavita
44. Guayabal de Síquima
45. Guayabetal
46. Gutiérrez
47. Jerusalén
48. Junín
49. La Calera
50. La Mesa
51. La Palma
52. La Peña
53. La Vega, Cundinamarca
54. Lenguazaque
55. Machetá
56. Madrid
57. Manta
58. Medina
59. Mosquera
60. Nariño
61. Nemocón
62. Nilo
63. Nimaima
64. Nocaima
65. Pacho
66. Paime
67. Pandi
68. Paratebueno
69. Pasca
70. Puerto Salgar
71. Pulí
72. Quebradanegra
73. Quetame
74. Quipile
75. Ricaurte
76. San Antonio del Tequendama
77. San Bernardo
78. San Cayetano
79. San Francisco, Cundinamarca
80. San Juan de Río Seco
81. Sasaima
82. Sesquilé
83. Sibaté
84. Silvania
85. Simijaca
86. Soacha
87. Sopó
88. Subachoque
89. Suesca
90. Supatá
91. Susa
92. Sutatausa
93. Tabio
94. Tausa
95. Tena
96. Tenjo
97. Tibacuy
98. Tibirita
99. Tocaima
100. Tocancipá
101. Topaipí
102. Ubalá
103. Ubaque
104. Villa de San Diego de Ubate
105. Une
106. Útica
107. Venecia
108. Vergara
109. Vianí
110. Villagómez
111. Villapinzón
112. Villeta
113. Viotá
114. Yacopí
115. Zipacón
116. Zipaquirá